# Виљујск
Виљујск (рус. Вилюйск) - градић и административни центар Виљујског рејона на западу Јакутије. Град се налази на десној обали реке Виљуј (притока Лене), 592 км северозападно од Јакутска. Према попису становништва из 2010. у граду је живело 10234 становника.

## Историја
Насеље је основано у 1634. године као зимовалиште козака Виерхниевиљујскоје. У другој половини 17. век а па надаље је тамо послата велика група побуњеника Пугачова), који су проширили насеље на величину града и назвали га Оленск а садашње име је на снази од 1821. У годинама, 1872. - 1883. боравио је овде у егзилу познати руски писц и филозоф Николај Чернишевски.

## Становништво
| 1939. | 1959. | 1970. | 1979. | 1989. | 2002. | 2010.  |
| ----- | ----- | ----- | ----- | ----- | ----- | ------ |
| 3.100 | 4.817 | 6.215 | 7.108 | 8.988 | 9.776 | 10.234 |